# Пуако
Пуако (гав. Puakō) — статистически обособленная местность в округе Гавайи (штат Гавайи, США).

## География
Согласно Бюро переписи населения США статистически обособленная местность Пуако имеет общую площадь 41,1 квадратных километров, из которых 26,7 км2 относится к суше и 14,4 км2 или 34,95 % — к водным ресурсам.

## Демография
По данным переписи населения за 2000 год в Пуако проживало 429 человек, насчитывалось 215 домашних хозяйств, 118 семей и 702 жилых дома. Средняя плотность населения составляла около 16,1 человек на один квадратный километр.
Расовый состав Пуако по данным переписи распределился следующим образом: 71,56 % белых, 11,42 % — азиатов, 4,43 % — коренных жителей тихоокеанских островов, 12,59 % — представителей смешанных рас. Испаноговорящие составили 3,26 % населения.
Из 215 домашних хозяйств в 14,9 % — воспитывали детей в возрасте до 18 лет, 42,3 % представляли собой совместно проживающие супружеские пары, в 7,9 % семей женщины проживали без мужей, 45,1 % не имели семьи. 31,6 % от общего числа семей на момент переписи жили самостоятельно, при этом 4,7 % составили одинокие пожилые люди в возрасте 65 лет и старше. В среднем домашнее хозяйство ведут 2 человека, а средний размер семьи — 2,43 человек.
Население Пуако по возрастному диапазону (данные переписи 2000 года) распределилось следующим образом: 11,7 % — жители младше 18 лет, 4,9 % — между 18 и 24 годами, 26,6 % — от 25 до 44 лет, 41,7 % — от 45 до 64 лет и 15,2 % — в возрасте 65 лет и старше. Средний возраст жителей составил 48 лет. На каждые 100 женщин приходилось 109,3 мужчин, при этом на каждые сто женщин 18 лет и старше приходилось 111,7 мужчин также старше 18 лет.

## Экономика
Средний доход на одно домашнее хозяйство Пуако составил 60 250 долларов США, а средний доход на одну семью — 81 176 доллар. При этом мужчины имели средний доход в 37 500 долларов в год против 31 250 долларов среднегодового дохода у женщин. 8,1 % от всего числа семей в местности и 16,4 % от всей численности населения находилось на момент переписи за чертой бедности, при этом 3,1 % из них были моложе 18 лет и 4,2 % — в возрасте 64 лет и старше.